# Silene haradjianii
Silene haradjianii är en nejlikväxtart som beskrevs av Chowdh. Silene haradjianii ingår i släktet glimmar, och familjen nejlikväxter. Inga underarter finns listade i Catalogue of Life.